# Bâtiment situé 8 Trg republike à Subotica
Le bâtiment situé 8 Trg republike à Subotica (en serbe cyrillique : Зграда на Тргу републике бр. 8 у Суботици ; en serbe latin : Zgrada na Trgu republike br. 8 u Subotici) est situé à Subotica, dans la province de Voïvodine et dans le district de Bačka septentrionale, en Serbie. Il est inscrit sur la liste des monuments culturels protégés de la république de Serbie (identifiant no SK 1847).